# Sphinctomyrmex furcatus
Sphinctomyrmex furcatus är en myrart som först beskrevs av Carlo Emery 1893.  Sphinctomyrmex furcatus ingår i släktet Sphinctomyrmex och familjen myror. Inga underarter finns listade i Catalogue of Life.

## Bildgalleri

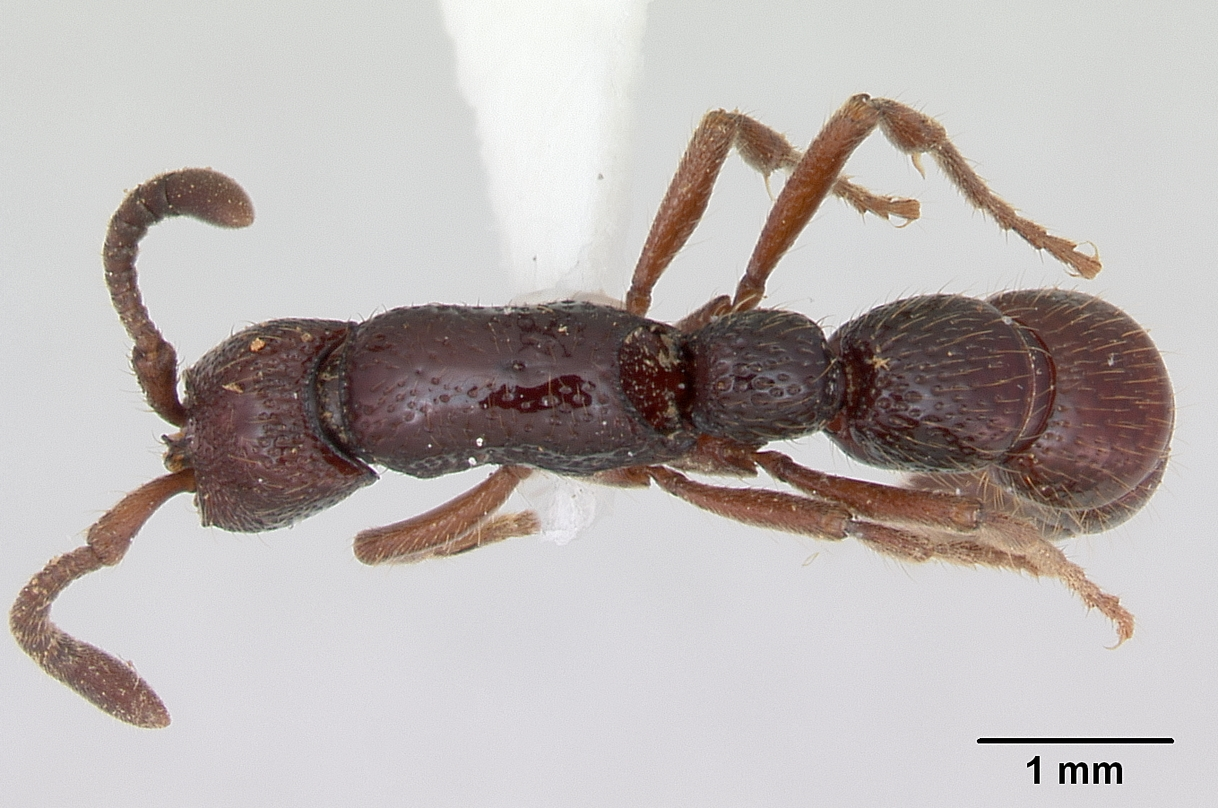
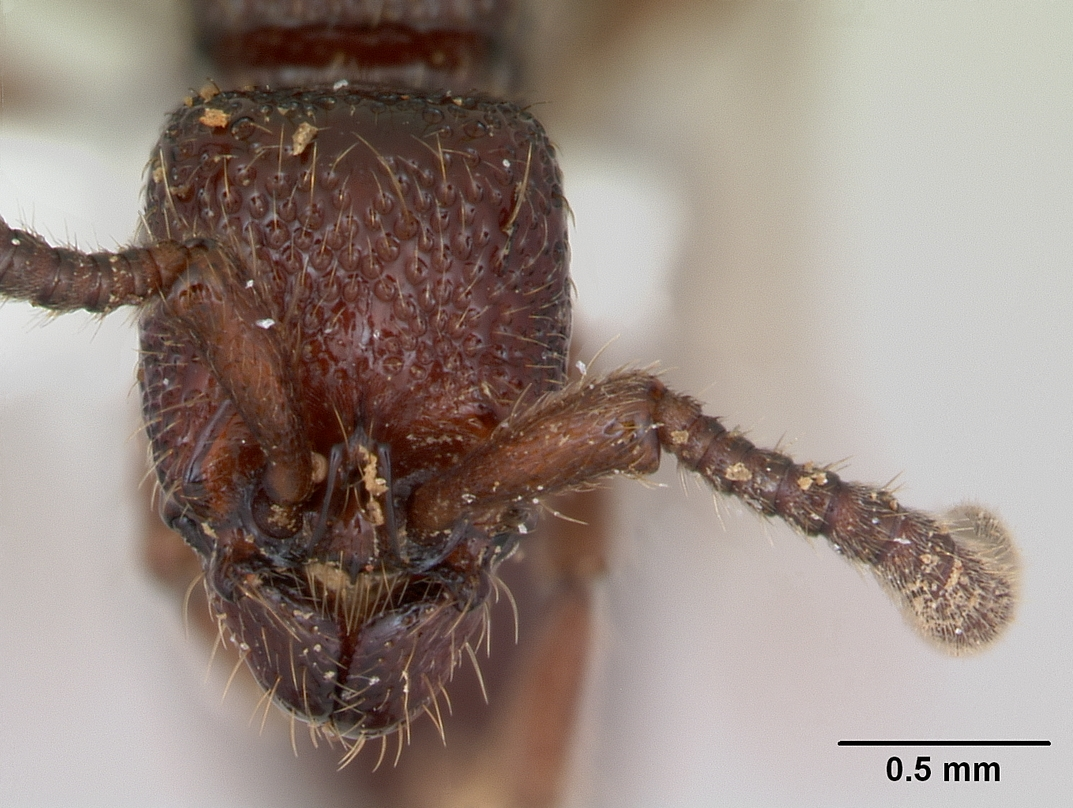
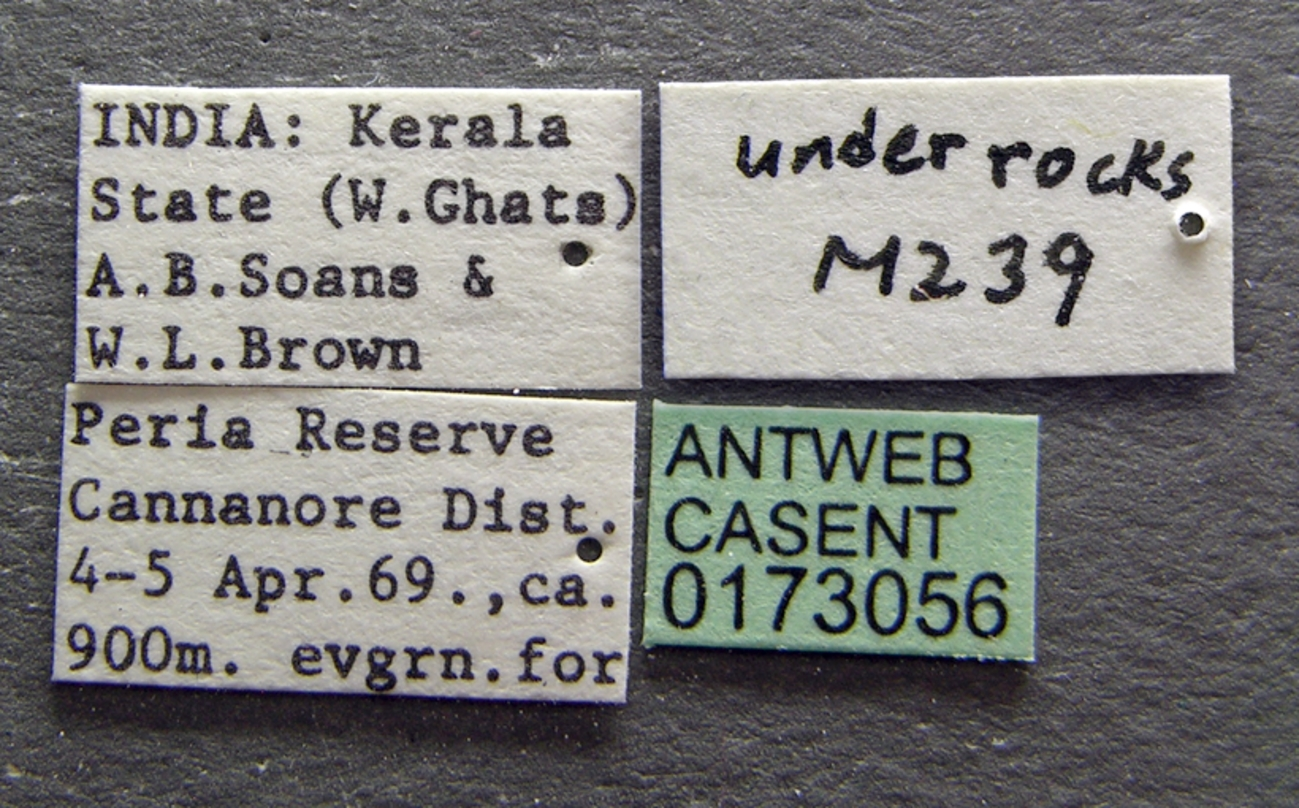
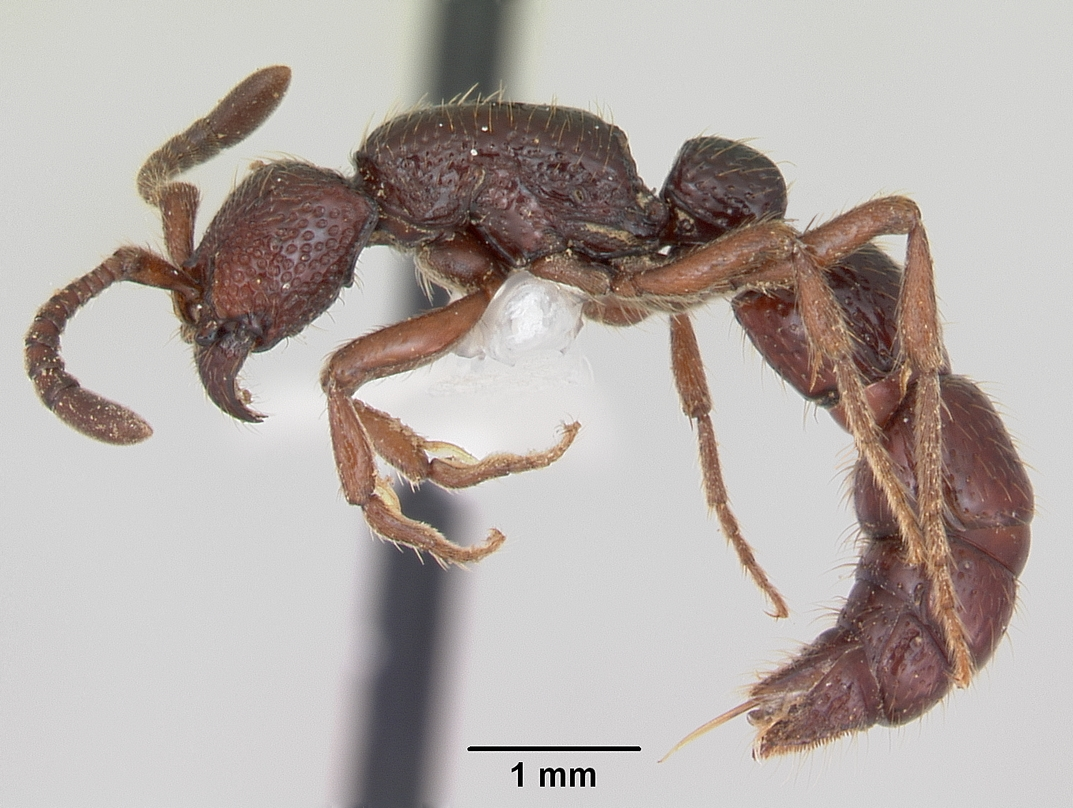
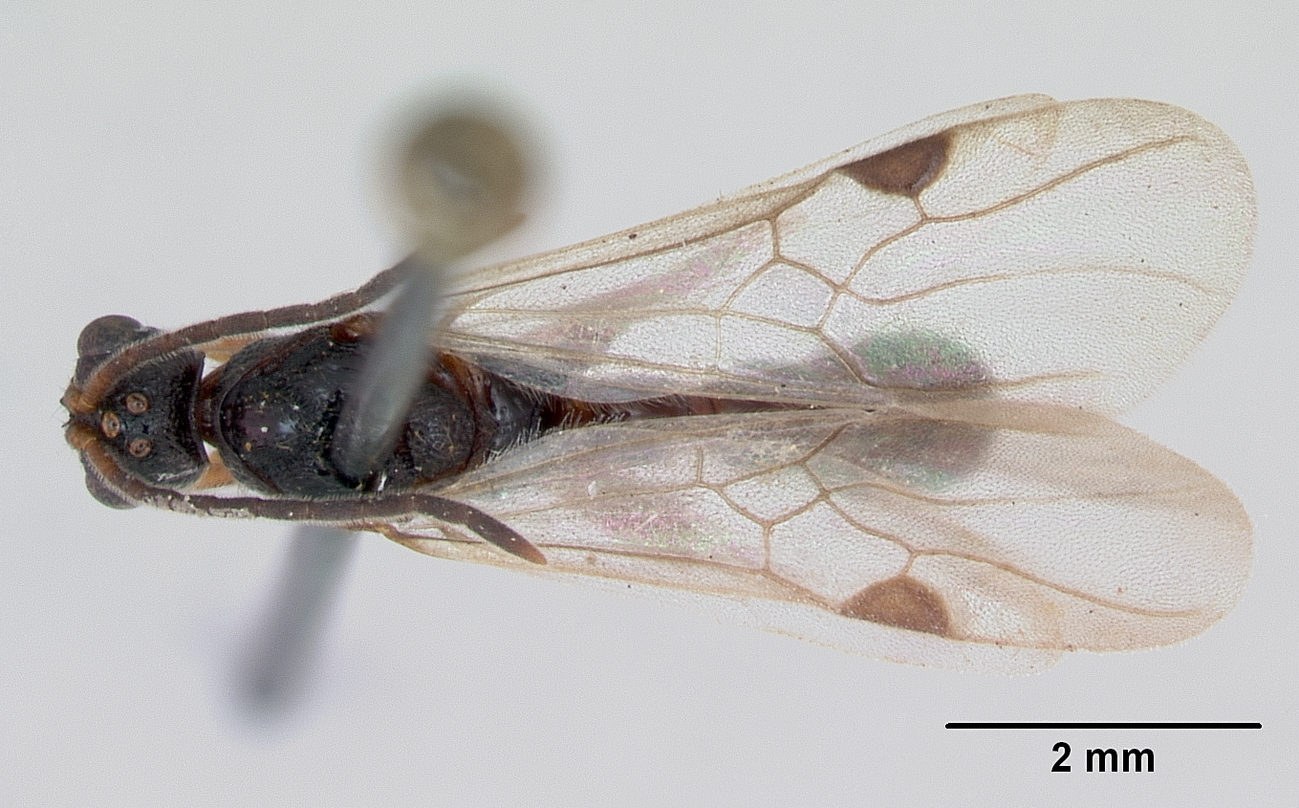
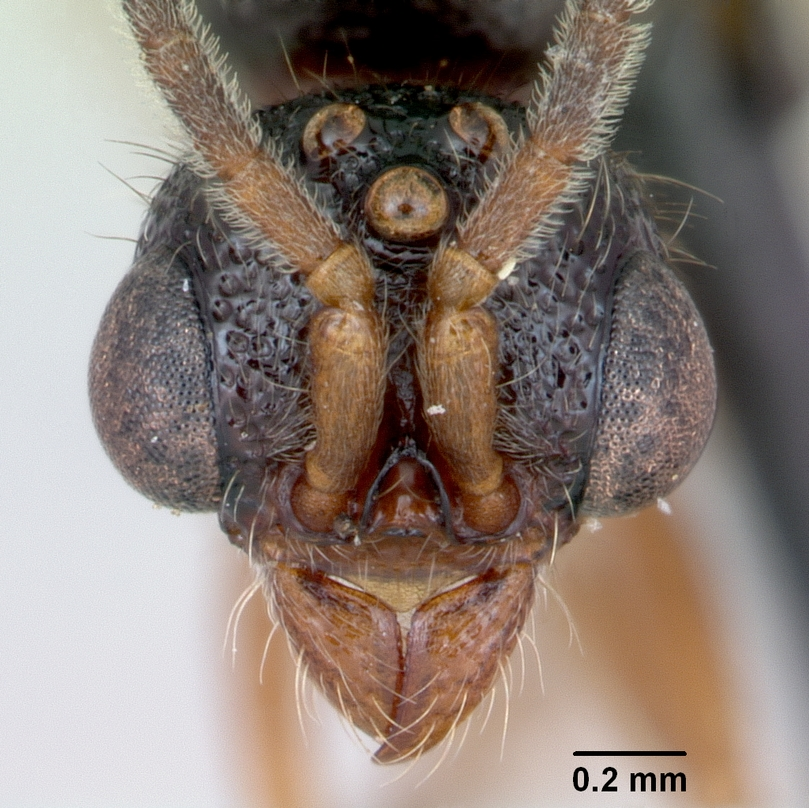